# Župna crkva sv. Marka Evanđelista u Markovcu Našičkom
Župna crkva sv. Marka Evanđelista - Našice II nalazi se u Markovcu Našičkom, a pripada našičkom dekanatu Požeške biskupije. Nalazi se u ulici Franje Strapača uz državnu cestu D515 Našice- Podgorač- Đakovo.

## Povijest
Godine 1913. počela je gradnja kapelice preko puta kipa, Svetog Marka koja je bila malih dimenzija svega 15 m2 i još uvijek je dobro očuvana. Materijal je osigurao grof Teodor Pejačević, a radove su izveli sami Markovčani. Kapelica je posvećena 1923. zaštitniku sela Sv. Marku. Zvono je od 41 kg postavljeno je 1921., a kada je na Markovo iste godine služena prva misa i od tada se slavi crkveni god ili kirvaj svake godine. Kasnije zbog povećanog broja vjernika kupljena je i renovirana kuća za služenje Svetih misa. 24. lipnja 1986. položen je kamen temeljac za izgradnju nove crkve. Crkva je završena u jesen 1991., ali zbog Domovinskog rata posvećena je 26. travnja 1992. u čast Sv. Marka. U jesen 1997. počinje izgradnja zvonika. Novo zvono teško 161 kg posvećeno je 2000. godine.
Dana 22. kolovoza 2004. utemeljena je Župa sv. Marka Evanđelista – Našice II, a euharistijsko slavlje predvodi požeški biskup msgr. Antun Škvorčević. Prvi župnik nove župe postaje vlč. Branko Šipura. Župa ima filijale u Jelisavcu, Breznici Našičkoj, Lađanskoj i Vukojevcima, a pripada našičkom dekanatu Požeške biskupije. Nakon osnivanja župe izgrađen je župni dvor, uređeno predvorje crkve, vjeronaučna dvorana, sagrađen zid s prikazom Križnog puta, te uređen sam okoliš crkve.

## Svećenicii župnici kroz povijest
Svećenici
- fra. Edmund (1930.)
- fra. Jukundo Jug (gvardijan i župnik, 1947. – 1955.)
- fra. leto Lukša (1947. – 1955.)
- fra. Polikarp Pehnec (1955.)
- fra. Ivan Holetić (1960.)
- fra. Fakundo Fridrih (1960. – 1962.)
- fra. Miroslav Hlevnjak (1962. – 1964.)
- fra. Leonardo Kamarlato (1964.)
- fra. Vjekoslav Kocijan (1975.)
- fra. Benko Horvat (1976. – 1978.)
- fra. Ivan Mikić (1978. – 1984.)
- fra. Ivica Bogdanović (1985.)
- fra. Vjekoslav Kocijan (1986. – 1992.)
- fra. Milivoj Marušić (1993. – 1995.)
- fra. Ivan Sršan (1995. – 2004.)

Župnici
- vlč. Branko Šipura  (2004. – 2015.)
- vlč. Nedjeljko Androš (2015. – 2017.)
- vlč. Nikola Legac (2017. – 2020.)
- vlč. Patrik Alatić (2020. - 2023.)
- vlč. Goran Mitrović (2023. - )

## Vanjska poveznica
- https://pozeska-biskupija.hr/